# جورج آيرلادند
جورج آيرلادند (بالإنجليزية: George Ireland)‏ هو سياسي نيوزلندي، ولد في 1829، وتوفي في 15 أغسطس 1880. انتخب عضو مجلس النواب نيوزيلندا.